# Des erreurs ont été commises
« Des erreurs ont été commises » est une expression couramment utilisée comme procédé rhétorique, par laquelle un orateur reconnaît qu'une situation a été mal gérée ou inappropriée, tout en évitant d’attribuer la responsabilité à une personne ou à des actions spécifiques. La reconnaissance des « erreurs » est formulée dans un sens abstrait, sans référence directe à l’identité des responsables, la nature des erreurs, ainsi que leur gravité. Une construction moins évasive pourrait être « j'ai fait des erreurs » ou « Manu a fait des erreurs » ; une construction existentielle active similaire pourrait être « des erreurs se sont produites ». L’orateur n’assume aucune responsabilité personnelle et n’accuse personne d’autre. Le mot « erreurs » n’implique pas non plus d’intention.
Le New York Times a qualifié cette expression de « construction linguistique classique de Washington ». Le politologue William Schneider a suggéré que cet usage soit désigné sous le nom de « passé exonératoire» et le commentateur William Safire a défini l'expression comme « [une] manière passive-évasive de reconnaître une erreur tout en éloignant le locuteur de sa responsabilité ». Un commentateur de radio américain sur NPR a déclaré que cette expression était « le roi des non-excuses ». Bien que cette expression soit peut-être particulièrement connue dans le domaine politique, elle a également été utilisée dans les domaines des affaires, du sport et du divertissement.
Malgré certaines moqueries autour de cette expression, son utilisation est encore largement répandue et, selon un commentateur, « le type de langage évasif et corrompu pour lequel Ron Ziegler a été à plusieurs reprises cloué au pilori en tant qu'attaché de presse de Nixon est non seulement accepté, mais adopté chaleureusement et sans vergogne comme une norme de conduite politique et sociale ».